# Águeda da Bulgária
Águeda ou Ágata (em búlgaro: Агата; em grego: Άγάθη; romaniz.: Agáthe; fl. século X) foi uma nobre búlgara de origem grega do século X, esposa do imperador Samuel (r. 997–1014). Provavelmente originária de Lárissa ou Dirráquio, era filha de João Crisélio e mão de Gabriel Radomir (r. 1014–1015), Miroslava e suas duas irmãs de nome desconhecido. 

## Biografia
Segundo uma nota incorporada à história do historiador bizantino do final do século XI João Escilitzes, Águeda era filha do magnata de Dirráquio, João Crisélio, e estava cativa em Lárissa nas últimas décadas do século X. Escilitzes explicitamente refere-se a ela como mãe do herdeiro de Samuel, Gabriel Radomir (r. 1014–1015), significando que era sua esposa. Apenas dois dos filhos de Samuel e Águeda são conhecidos pelo nome: Gabriel Radomir e Miroslava. Duas outras filhas não nomeadas são mencionadas em 1018, enquanto Samuel é também registrado como tendo um filho bastardo.
Por outro lado, Escilitzes mais adiante menciona que Gabriel Radomir também capturou uma bela cativa, chamada Irene, de Lárissa como sua esposa. Segundo os editores da Prosopographie der mittelbyzantinischen Zeit, isso pode ter sido uma fonte de confusão de um copista posterior, e a origem real de Águeda não era Lárissa, mas Dirráquio. Segundo a mesma obra, é provável que ela tinha morrido cerca de 998, quando o pai dela rendeu Dirráquio para o imperador bizantino Basílio II Bulgaróctono (r. 976–1025).